# Молчановы
Молча́новы — русские дворянские роды различного происхождения.
В Гербовник внесены три фамилии Молчановых:
1. Потомство выехавшего из немец в 1353 г. Индриса (Герб. Часть I. № 55).
2. Потомство Григория Ивановича Молчанова, верстанного поместным окладом в 1529 г. (Герб. Часть V. № 53).
3. Мирон Молчанов, произведенный в коллежские советники в 1829 г. (Герб. Часть X. № 148)[1].

При подаче документов (1686) для внесения рода в Бархатную книгу, была предоставлена родословная роспись Молчановых.

## Молчановы (потомство Индриса)
Один из них возводит свой род к легендарному Индрису. Сведения о родоначальнике Молчановых очень запутаны:
- По родословной росписи, родоначальником Молчановых является Михаил Васильевич Толстой (X-колено от Индриса), по прозванию Молчан[3].
- В ОГДР записано, что родоначальник, потомок Индриса, Иван Федорович по прозванию Молчан[4].

- Реальным же родоначальником этих Молчановых был Иван Фёдорович Молчан Ошанин, упоминаемый под 1570 г.[5].

Многие Молчановы были в XVII веке дворянами московскими. Этот род Молчановых внесён в VI часть родословных книг Новгородской, Санкт-Петербургской и Тульской губерний.

## Молчановы (потомство Григория Иванова сына Молчанова)
Другой род Молчановых ведёт начало от Григория Ивановича Молчанова, впервые вёрстанного поместным окладом в селе Миловском в 1592 году. Этот род Молчановых внесён в VI часть родословной книги Владимирской, Московской и Костромской губерний (Гербовник V, 53). Из этого рода:
- Никифор Иванович Молчанов — контр-адмирал.
- Пётр Степанович Молчанов (1772—1831) — писатель, сенатор и статс-секретарь.

## Другие роды
Существует ещё несколько родов Молчановых позднейшего происхождения.

## Описание герба

#### Герб Молчановых 1785 г.
В Гербовнике Анисима Титовича Князева 1785 года имеется изображения четырёх печатей с гербами представителей рода Молчановых. Изображенные на печатях (282-284) герб вполне сходен с Высочайше утверждённым гербом Молчановых потомства Индриса. Остальные два Высочайше утверждённых герба Молчановых не имеют ничего общего с изображениями на печатях, а печать 285 с гербом Молчановых ничего общего ни с одним из Высочайше утверждённых гербов Молчановых не имеет:
1. Герб Сергея Яковлевича Молчанова: на княжеской мантии изображён овальный щит, серебряное поле которого, делится диагонально, двумя красными полосами на две части, от правого верхнего угла к нижнему левому. В верхнем поле, коричневое копьё, параллельно полосам, остриём к верхнему правому углу. В нижнем поле коричневая восьмиконечная звезда. Внизу, под щитом, по кайме мантии пять таких же звёзд. Над мантией, справа и слева по одной звезде. Щит с княжеской мантией увенчан шапкой с перьями (не княжеской и не короной)[10].
2. Герб Андрея Ивановича Молчанова: полностью тождествен с описанием герба № 1, за исключением серого цвета звезд и копья[10].
3. Герб Николая Андреевича Молчанова: полностью тождествен печати с гербом № 2, за исключением отсутствующих над мантией двух звезд и мантия с щитом украшена дворянской короною.
4. Герб Сергея Семеновича Молчанова: на княжеской мантии изображён щит, который разделён горизонтальной чертой на две части. В верхней части, имеющей красное поле, изображён золотой полумесяц, рогами вверх и над ним золотая шестиконечная звезда (польский герб Лелива). В нижней части, имеющей синее поле, изображены два серебряных льва, обращённые мордами друг к другу и между ними золотой сноп. Щит с княжеской мантией украшен дворянской короной[10].

#### Герб. Часть X. № 148.
Герб коллежского советника Мирона Молчанова: щит разделен на четыре части, из которых в правой части, в голубом поле, находится три шестиугольные серебряные звезды (изм. польский герб Карп). Во второй части, в золотом поле, накрест положены копье и сабля. В третьей части, в серебряном поле, бегущий в правую сторону олень (польский герб Брохвич). В четвертой части, в красном поле, три летящие пчелы. Щит увенчан дворянским шлемом и короной с тремя страусовыми перьями. Намёт на щите голубой и красный, подложенный серебром и золотом.

## Известные представители
- Молчанов Матвей — воевода в Яме (1602).
- Молчанов Михаил Васильевич — воевода в Твери (1616—1617).
- Молчанов Степан — воевода в Пелыме (1620).
- Молчановы: Иван и Владимир Михайловичи — московские дворяне (1627—1640).
- Молчанов Федор Иванович — суздальский городской дворянин (1627—1629).
- Молчанов Харлам — подьячий, воевода в Симбирске (1662).
- Молчановы: Андрей Яковлевич (постригся), Григорий, Григорий Иванович, Григорий Карпович (постригся), Иван Григорьевич, Иван Иванович, Яков, Федор, Федор Карпович — дьяки (1676—1692).
- Молчановы: Афанасий Васильевич, Андрей Тимофеевич, Осип Иванович, Семен Григорьевич — московские дворяне (1673—1692).
- Молчанов Иван Тимофеевич — стряпчий (1681), стольник (1686).
- Молчанов Григорий — дьяк, воевода в Симбирске (1695).
- Молчанов Иван — дьяк, воевода в Азове (1699)[11][12].